# Peperomia steyermarkii
Peperomia steyermarkii är en pepparväxtart som beskrevs av Truman George Yuncker. Peperomia steyermarkii ingår i släktet peperomior, och familjen pepparväxter. Inga underarter finns listade i Catalogue of Life.